# Lesueurina
Lesueurina is een monotypisch geslacht van straalvinnige vissen uit de familie van zuidelijke zandvissen (Leptoscopidae).

## Soort
- Lesueurina platycephala Fowler, 1908